# Кузнечне
Кузнечне (рос. Кузнечное) — міське селище у Приозерському районі Ленінградської області Російської Федерації.
Населення становить 4115 осіб. Належить до муніципального утворення Кузнечнинське міське поселення.

## Історія
До 1917 року населений пункт перебував у складі Виборзької губернії Великого князівства Фінляндського. З 1918 по 1940 та в роки Другої світової війни між 1941 та 1944 роками у складі незалежної Фінляндії. Відтак — у складі Ленінградської області.
Згідно із законом від 1 вересня 2004 року № 50-оз належить до муніципального утворення Кузнечнинське міське поселення.

## Населення
| 1970  | 1979  | 1989  | 1997  | 2002  | 2006  | 2009  |
| ----- | ----- | ----- | ----- | ----- | ----- | ----- |
| 3365  | ↗4348 | ↗5017 | ↗5200 | ↘4738 | ↘4500 | ↘4351 |
| 2010  | 2011  | 2012  | 2013  | 2014  | 2015  | 2016  |
| ↗4458 | ↗4471 | ↘4434 | ↘4422 | ↘4403 | ↘4390 | ↘4336 |
| 2017  | 2018  | 2019  | 2020  |       |       |       |
| ↘4289 | ↘4182 | ↘4119 | ↘4115 |       |       |       |